# Unnikrishnan Puthur
Unnikrishnan Puthur, né le 15 juillet 1933 dans le village d'Engandiyur (district de Thrissur, Kerala) et mort le 2 avril 2014 à Chavakkad, est un écrivain indien, d'expression malayalam.

## Biographie
Après avoir été correspondant de presse pendant deux ans, il se joint au personnel du temple de Guruvayur, dont il devient le délégué syndical auprès du Conseil d'administration. Militant socialiste, il occupe des responsabilités dans différentes organisations culturelles du Kerala, comme l'Académie pour la littérature malayalam. En 1987, il prend sa retraite alors qu'il dirige la bibliothèque du temple de Guruvayur.

### Œuvre littéraire
Unnikrishnan Puthur est l'auteur de 700 nouvelles, regroupées au sein d'une trentaine de recueils. Il a aussi publié 15 romans, un recueil de poésie et divers récits autobiographiques.
Il a reçu le prix de l'Académie pour la littérature malayalam pour son premier roman Balikkallu en 1968, ainsi que le prix Odakkuzhal en 2010 pour son roman Anubhavangal Ner Reghakal. 